# Fucsia Nissoli
Fucsia Nissoli (de son vrai nom Angela Rosaria Nissoli Fitzgerald, née le 17 avril 1963 à Treviglio) est une femme politique italo-américaine,
Devenue la coordinatrice du Mouvement associatif des Italiens à l'étranger pour la Nouvelle-Angleterre en septembre 2012, elle se présente sur une liste Avec Monti pour l'Italie pour être élue députée lors des élections générales italiennes de 2013. Le 8 avril 2013, elle quitte Chox citoyen de Mario Monti pour adhérer à la composante MAIE du groupe mixte. Par la suite, elle change trois fois le parti politique, y compris Forza Italia de Silvio Berlusconi à partir de 2017.